# 阿迪·罗什
阿迪·罗什（英語：Adi Roche，1955年—）是一名和平、人道援助和教育请愿者，主要为1986年切尔诺贝利核事故受灾儿童提供援助。此外，她也是爱尔兰慈善组织国际切尔诺贝利儿童计划的志愿总裁。